# Giorgio Gandola
Giorgio Gandola (Como, 1º febbraio 1958) è un giornalista italiano, dal 2011 al 2016 direttore responsabile del quotidiano L'Eco di Bergamo.

## Esperienze professionali
Nato a Como nel 1958, ha frequentato il liceo classico, poi la Facoltà di Giurisprudenza. Gandola ha cominciato la sua carriera giornalistica a 20 anni a La Provincia come collaboratore, giornale della Provincia di Como, per poi passare, il 9 novembre 1989, a Il Giornale di Indro Montanelli dove si occupa di sport, quindi di costume, spettacoli, politica, cronaca. Nel 1994 Gandola viene nominato inviato speciale da Vittorio Feltri seguendo cronaca, politica, costume e sport in Italia e nel mondo, tra cui Tangentopoli, il G8 di Genova, la guerra del Kosovo, e il terrorismo internazionale.
Negli ultimi anni pubblica Pelle per pelle (Mondadori) una biografia di Luigi Verzè e diventa caporedattore responsabile della redazione sportiva de Il Giornale sotto la direzione di Maurizio Belpietro.
Nel maggio 2006, ritorna a La Provincia come direttore, dirigendo anche le sue edizioni di Lecco, di Sondrio e di Varese, quotidiani di proprietà del Gruppo Sesaab. Nel 2011 assume la dirigenza de L'Eco di Bergamo, facente parte dello stesso gruppo, che lascia il 30 giugno 2016.
Collabora con il quotidiano La Verità, fondato e diretto da Maurizio Belpietro.